# بوذية تبتية

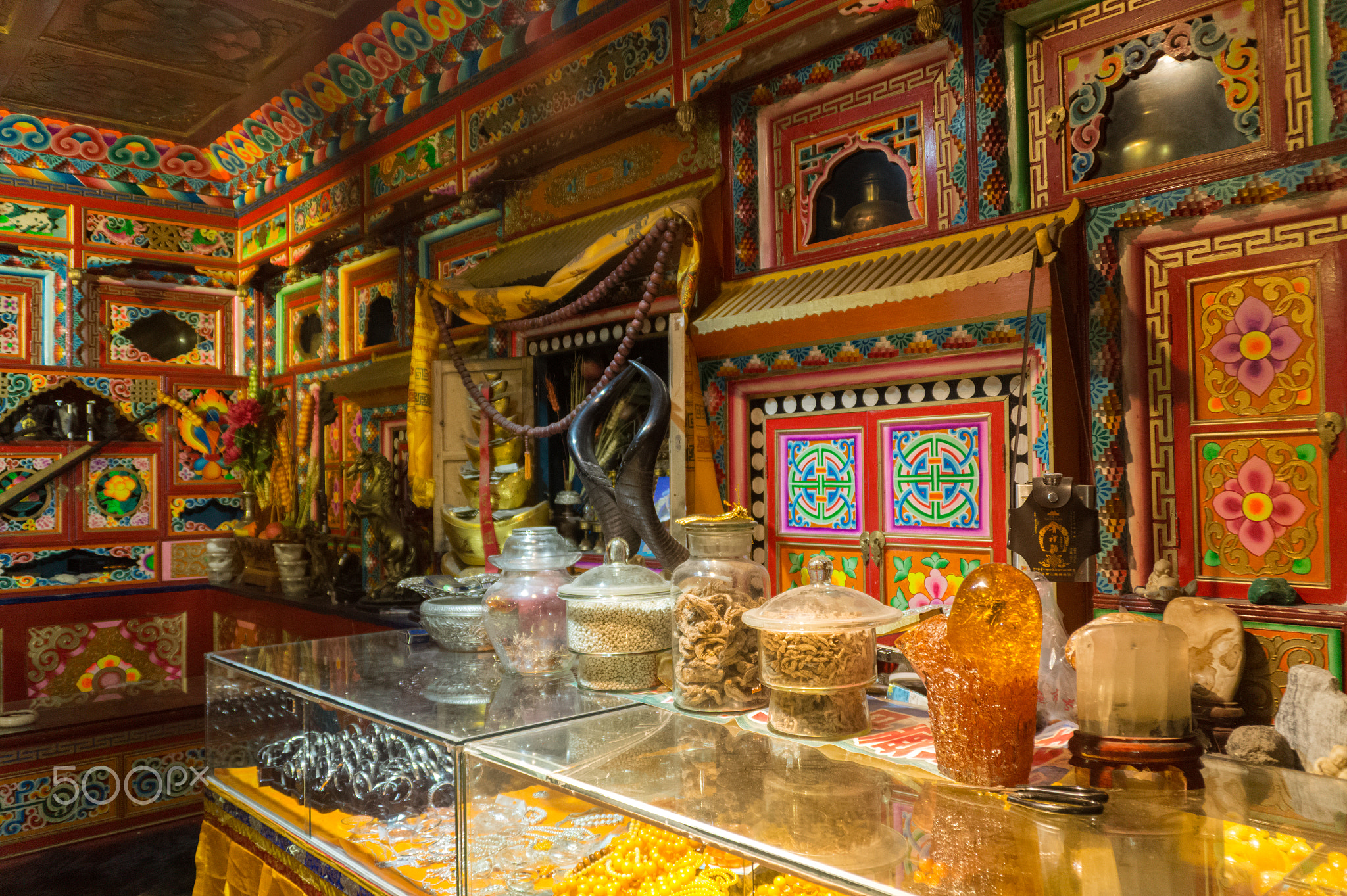
داخل دير رهبان تبتي

البوذية التبتية (وتُعرف أيضًا باسم البوذية التبتية المنغولية، والبوذية الهندو-تبتية، واللامية، والبوذية اللامايستية، والبوذية الهيمالايوية، والبوذية الشمالية) هي فرع من البوذية الماهايانية يعتنقه الناس في التبت، وهو هنالك الدين السائد. ويعتنقه بعض الناس في المناطق المحيطة بجبال الهيمالايا (منها بوتان ولداخ وسيكيم)، وفي كثير من مناطق آسيا الوسطى، وفي الأقاليم الروسية الجنوبية مثل توفا وبورياتيا وقلميقيا، وفي منغوليا.
تطورت البوذية التبتية كشكل جديد من أشكال البوذية الماهايانية وجاءت من آخر المراحل في البوذية الهندية (التي توجد أيضًا في كثير من عناصر الفاجرايانا). ومن ثم فإن البوذية التبتية تحافظ على كثير من الممارسات التنترية البوذية الهندية التي تعود إلى الفترة القروسطية المبكرة بعد حكم إمبراطورية جوبتا (500 إلى 1200 بعد الميلاد)، وفيها أيضًا تطورات تبتية محلية عديدة. في زمن ما قبل الحداثة، كان انتشار البوذية التبتية خارج التبت عائدًا إلى أثر ملوك يوان المنغوليين (1271–1368)، الذين أسس سلالتهم قوبلاي خان الذي حكم الصين ومنغوليا وأجزاءً من سيبيريا مثل توفا وبورياتيا. في العصر الحديث انتشرت خارج آسيا بسبب جهود الجاليات التبتية منذ عام 1959.
إلى جانب عن المعتقدات الماهايانية البوذية الكلاسيكية مثل الكمالات الستة، تشمل البوذية التبتية الشعائر التنترية مثل يوغا النظام الغذائي ودارمات ناروبا الست وأساليب أخرى ترى على أنها تانترا متفوقة، منها الدزوغتشن. الهدف الرئيس في البوذية التبتية هو بلوغ البوذوية. اللغة الأساسية في دراسة الكتب المقدسة من التراث هي التبتية الكلاسيكية.
في البوذية التبتية أربع مدارس رئيسة، هي النيينغما (القرن الثامن تقريبًا)، والكاغيو (القرن الحادي عشر)، و الساكيا (1073)، و الغيلوغ (1409). أما الجونانغ فهي مدرسة أصغر، وحركة ريمي (في القرن التاسع عشر)، التي تعني «عدم الانحياز» فهي حركة غير طائفية حديثة تسعى إلى حفظ جميع التقاليد وفهمها. كان التراث الروحاني السائد في التبت قبل وصول البوذية من شمال الهند هو البون، الذي أثّر بقوّة في البوذية التبتية (لا سيما مدرسة النيينغما).
ومع أن المدارس الأربع مستقلٌّ بعضها عن بعض، ولكل منها مؤسساته الديرية وقادته، فإنها مرتبطة بقوة ومتداخلة، وبينها اتصال عام وحوار .

## التسمية
المصطلح البوذية المحلي للبوذية هو «دارما العارفين» (نانغ تشوس) أو «دارما العارفين البوذية» (نانغ با سانغس رغياس باي تشوس). و«العارف» هنا، هو الذي يطلب الحقيقة لا في الخارج، بل في طبيعة العقل. يقابل هذا المصطلح الأنواع الأخرى من الدين المنظم، التي تسمى نظام الدارما (تشوس لوغس)، فعلى سبيل المثال، تسمى المسيحية نظام دارما يسوع (يي شوي تشوس لوغس).
اتجه الغربيون الذين يجهلون البوذية إلى الصين أولًا ليفهموها. في بوذية الهان، يستعمل مصطلح اللامائية (حرفيًّا، «عقيدة اللامات» 喇嘛教، لاما جياو) لتمييزها عن بوذية الهان التقليدية في ذلك الوقت (佛教 فو جياو). أخذ المصطلح مفكرون غربيون منهم هيغل، منذ عام 1822. رُفض المصطلح بعد ذلك لأنه يقتضي انقطاعًا بين البوذية الهندية والبوذية التبتية.
في الصين، المصطلح الجديد هو 藏传佛教 زانغتشوان فوجياو، أي «البوذية التبتية».
ويستعمل مصطلح آخر خطأً أحيانًا للدلالة على البوذية التبتية هو «فاجرايانا» (بالتبتية: دورج تيبغا). يدل مصطلح الفاجراينا بمعناه الصحيح على مجموعة من التعاليم والتقاليد التي ليست جزءًا من البوذية التبتية فحسب، بل هي بارزة في تقاليد بوذية أخرى.
في الغرب، صار حديثًا يستعمل مصطلح «البوذية الهندية التبتية» إقرارًا بتطورها من آخر مراحل تطور البوذية في شمال الهند. «البوذية الشمالية» مصطلح يستعمل أحيانًا للدلالة أيضًا على البوذية الهندية التبتية، كما في معجم بريل للدين.

## التعاليم
تعلي البوذية التبتية من شأن تعاليم بوذية كلاسيكية منها الحقائق النبيلة الأربع (بالتبتية: بابكي دنبا شيي)، و الأناتمان (غير النفس، بداغ ميد)، و المجاميع الخمسة (فونغ بو)، والكارما و التناسخ، و الإشراق المشروط (رتين سينغ بريل بار بيونغ با). يتمسك البوذيون التبتيون أيضًا بعقائد بوذية متنوعة أخرى مرتبطة ببوذية الماهايانا (ثغ با تشن بو) وبتقليد الفاجرايانا التنتري أيضًا.

### مقام البوذا والبوذيساتفات
إن هدف الماهايانا من النمو الروحاني هو بلوغ استنارة مقام البوذا من أجل مساعدة كل الكائنات الواعية على بلوغ هذه المرتبة. يسمى هذا الدافع البوذيسيتا (عقل اليقظة)، وهي نيّة إيثارية ليصبح المرء مستنيرًا لأجل جميع الكائنات الواعية. البوذيساتفات (بالتبتية: جانغتشوب سمبا، أي: البطل اليقِظ) هم كائنات مبجّلة حملت الإرادة ونذرت حياتها للبوذيسيتا من أجل جميع الكائنات.
من البوذيساتفات المبجلين على نحو واسع في البوذية التبتية: أفالوكيتشافارا، ومانجوشري، وفاجراباني، و تارا. أهم البوذات هم البوذات الخمسة في الفاجراداتو ماندالا، وكذلك أدي بوذا (البوذا الأول)، الذي يسمى فاجرادارا أو سامانتبادرا.
مقام البوذا هو حال من الحرية من كل العقبات إلى التحرر ومن كل العقبات إلى العلم الكامل (سارفاجنانا) أيضًا. عندما يتحرر الإنسان من كل هذه العقبات الذهنية، يعتقَد أنه يبلغ مقامًا من النعيم المستمر معه إدراك وقتيّ للفراغ، وهي الطبيعة الحقة للواقع. في هذه الحالة، تُزال كل العوائق التي تحد قدرة المرء على مساعدة بقية الكائنات الحية. تدعي البوذية التبتية أنها تعلّم أساليب لبلوغ مقام البوذا أسرع (تسمى طريق الفاجرايانا).
يقال إن عدد الكائنات التي بلغت مقام البوذا غير محدود. يتصرف البوذات من تلقاء أنفسهم وبمقتضى طبائعهم وباستمرار على نحو يفيدون به جميع الكائنات الواعية. ولكن يعتقَد أن كارما المرء قد تحد من قدرة البوذا على مساعدته. لذا، ومع أن البوذات لا حدّ لقدرتهم على مساعدة الناس من جهتهم، فإن الكائنات الواعية تستمر في معاناتها نتيجة للحدود التي ترسمها أفعالهم الخاطئة السابقة.
من أهم ما تفهَم به طبيعة مقام البوذا في البوذية التبتية: عقيدة التريكايا (الأجسام الثلاثة).

### طريف البوذيساتفا
مخطط الطرق الخمسة (بالسنسكريتية: بانسامارغا، بالتبتية: لام نغا) من أهم مخططات التقدم الروحي في البوذية التبتية، وهذه الطرق هي:
1. طريق التراكم - الذي يجمع فيه الإنسان الحكمة والفضل، ويولّد البوذيسيتا،  ثم يزرع الأصول الأربعة لليقظة و الفعل الصحيح (التخلّيات الأربعة).
2. طريق التحضير - ويكون عندما يبلغ المرء اتحاد الثبات الهادئ وتأملات الإلهام العالي ويألف الفراغ.
3. طريق الرؤية - يرى المرء الفراغ مباشرة، ويتغلب على كل الذاتي والخارجي، حتى يصبح أريا.
4. طريق التأمل - يزيل فيه المرء الحدود الدقيقة من عقله ويكمّل فهمه.
5. طريق انتهاء التعلم - وينتهي ببلوغ مقام البوذا.

يُدرَس مخطط الطرق الخمسة ويدمَج عادة بمفهوم مستويي البوذيساتفا والبومي.

### مراحل الطريق (لاماريم)
مراحل الطريق (لاماريم) هو مخطط بوذي تبتي لتصوير مراحل الشعائر الروحانية المؤدية إلى التحرر. في التاريخ البوذس التبتي وُجدت أشكال كثيرة للاماريم، يرجع اختلافها إلى اختلاف معلمي مدارس النيينغما والكاغيو والغيلوغ (أما مدرسة الساكيا فتستعمل نظامًا آخر اسمه لامدري). ولكن كل أشكال اللاماريم هي تطويرات لنص أتيشا في القرن الحادي عشر المسمى: «مصباح في طريق الاستنارة» (بوذيباثبراديبا).
يقسم نظام أتيشا للاماريم الممارسين إلى ثلاثة أقسام: أصحاب الرؤى أو السلوكات الدنيا، ثم المتوسطة، ثم العليا:
- صاحب الرؤية الدنيا هو الذي يركز على أهمية ولادة الإنسان وعلى التفكير في الموت وأهميته.
- صاحب الرؤية المتوسطة يعلَّم أن يتأمل في الكارما والمعاناة (الدوكخا) وفوائد التحرر واللجوء.
- صاحب الرؤية العليا هو الذي يجمع البراهمافيهارات الأربع، ونذر البوذيساتفا، والباراميتات الست، والشعائر التنترية.[30]

ومع أن نصوص اللاماريم تغطي نفس هذه المناطق، فإن المواضيع فيها يمكن أن تصاغ بعدة طرق وبتركيز على أشياء مختلفة حسب المدرسة والمذهب الذي تنتمي إليه. وسّع غامبوبا وتسونغكابا نص أتيشا القصير إلى نظام واسع لفهم جميع الفلسفة البوذية. وشُرحت بهذه الطريقة مفاهيم الكارما والتناسخ والنظرة الكونية البوذية وشعيرة التأمل تدريجيًّا بترتيب منطقي.